# Nintendogs + Cats
Nintendogs + Cats est un jeu vidéo développé par Nintendo EAD et édité par Nintendo pour la Nintendo 3DS. Il est sorti en même temps que la console le 26 février 2011 au Japon, le 25 mars 2011 en Europe et le 27 mars 2011 en Amérique du Nord. Ce jeu fait suite à Nintendogs et permet comme dans ce dernier d'élever un ou plusieurs chiots, mais donne aussi accès à des chatons ! Et le jeu peut se jouer avec la 3D de la console.
Le jeu est l'un des premiers titres jouables en ligne qui utilise le Nintendo Network, et en est le premier jeu édité par Nintendo , même si le logo Nintendo Network lui-même n'apparaît pas sur la couverture jusqu'en 2012. Toutes les trois éditions du jeu sont ressorties en version dématérialisée sur le Nintendo eShop le 30 janvier 2013 au Japon, le 19 décembre 2013 en Europe, et le 6 novembre 2014 en Amérique du Nord.

## Versions
Le jeu est disponible en trois versions différentes : 
- Bouledogue français et ses Nouveaux amis

- Golden retriever et ses Nouveaux amis

- Caniche toy et ses Nouveaux amis[2].

Chaque version comporte les mêmes objets mais de couleurs et parfois de style différents et disposant d'un bouledogue français, un golden retriever et un caniche toy, respectivement, ainsi que de nombreuses autres races pour chaque version. 
Au Japon, la version Golden retriever et ses Nouveaux amis est appelée Shiba Inu & New Friends (comme pour la version Labrador retriever et ses amis du jeu précédent), remplaçant le golden retriever par une race plus courante au Japon, le Shiba Inu. Ce dernier est toujours présent dans les versions internationales du jeu.
Toute version comporte neuf races au commencement, mais toutes les vingt-sept races peuvent être débloquées dans chaque jeu au fil de la progression du joueur. Toutes les races de Nintendogs font leur retour ainsi que huit nouvelles races qui comprennent le bouledogue français, le basset hound, le dogue allemand ou encore le loulou de Poméranie. Il existe trois espèces de chats qui apparaissent dans chaque version du jeu, mais il n'y a pas d'espèces distinctes.